# Videomax
Videomax è un personaggio immaginario del fumetti creato nel 1992 da Graziano Origa; può considerarsi l'estensione estrema di un altro eroe di Origa - Rick Zero - disegnato da Corrado Roi e pubblicato nel 1981 sul settimanale Adamo e il mensile Eureka, entrambe testate della Editoriale Corno. Delle storie del personaggio esistono versioni a puntate in tavole a colori, edizioni in comic book, in formato striscia e in volume.

## Il personaggio
Videomax, alias Andy Max, è un hacker che vive a Berlino nel 1999; qui viene contaminato dal Videovirus Virtuale grazie al quale acquisisce poteri da supereroe.
Ha 29 anni, magro, alto due metri, introverso quasi snob, rinuncia a integrarsi nella società per rifugiarsi in un mondo parallelo e per dedicarsi alla sua grande passione, quella di collezionare videocassette. Col tempo riesce a organizzarsi un piccolo network, Cable 12, dal quale trasmette frames artistici, documentari clandestini e film inquietanti catturati nell'universo dei satelliti. Lui somiglia ai suoi cult-movies preferiti, Trash di Warhol, Faster Pussycat Kill Kill di Meyer, Videodrome di Cronenberg, Taxi Driver di Scorsese, Il cielo sopra Berlino di Wenders, Santa Sangre di Jodorowsky e anche Brasil e Il Tagliaerbe. Andy ha letto solo cento libri, fra cui Burroughs, Maler, Verne, Stevenson, Pinocchio e la Bibbia. La sua auto, è una vecchia Morris Minor del 1995. Ama le T-shirt (ne ha 1800), il piercing, i fumetti di Silver Surfer, la tequila Cuervo Negro, le salsicce bianche tedesche e i fagioli Black Beans. Ascolta musica cyberjazz, punk, rap ma anche Maria Callas, Velvet Underground, Chet Baker, Roberto Murolo, Jane Birkin, Jeff Buckley, Chavela Vargas e altri artisti decadenti e sentimentali.

## Storia editoriale

### Prima serie
Andy Max contro Doctor VHS, la prima storia del personaggio, venne pubblicata a puntate sulla rivista Fumetti d'Italia nei numeri 1/9 (1992/1994), scritta da Origa e disegnata da Carlo Ambrosini.
In forma di brevi graphic novel vengono realizzate altre tre storie:
- Pinocchio City[4], 12 tavole pubblicate a puntate su Fumetti d'Italia nn. 10/15, 1994/1995, testo Origa, disegni Pier Gallo.
- Anema e Core[5], 24 tavole pubblicata a puntate su Fumetti d'Italia nn. 19/20, 1996, testo Origa, disegni Alberto Ponticelli.
- Brandon Mishima Body, 12 tavole pubblicata a puntate su Fumetti d'Italia nn. 24/25, 1997/1998, testo Origa, disegni Ponticelli.

L'Editoriale Dardo pubblicò nel 1995 una miniserie nel formato a strisce che avrebbe dovuto essere di 16 numeri ma ne vennero pubblicati solo 13; la serie venne anticipata da un "Numero Zero", ovvero un albo introduttivo alla serie, presentazione e filosofia del personaggio, foto disegnatori, schizzi di lavorazione ed altro. Gli episodi n. 13 e n. 14 non vennero mai pubblicati mentre il n. 15, dal titolo "Mangamax", venne pubblicato in un albo formato comic book da Supergulp.
Elenco degli albi
1. Virtual Virus, testo Origa, disegni Paolo Lamanna
2. Videomax generation, testo Origa, disegni Lamanna
3. Andy Max contro Doctor VHS, testo Origa, disegni Lamanna
4. Consigli per gli spot, testo e disegni di Stefano Nocilli
5. Star Powers, testo Boris Makaresko, disegni Morrik
6. Star Energizers, testo Makaresko, disegni Morrik
7. Crow Motel, testo Matteo Severgnini, disegni Andrea Bormida
8. Rebecca non corre più, testo Severgnini, disegni Bormida
9. Io ti guarderò, testo Severgnini, disegni Bormida
10. Dracula e l'Anticristo, testo Luciano Gianfranceschi, disegni Loredano Ugolini
11. Lacrime di sangue, testo Luciano Ginfranceschi, disegni Ugolini
12. Cartoons Bros, testo Origa, disegni Alberto Ponticelli

### Altri volumi
Nel 1997, la Shok Studio ristampa in formato comic book l'ultimo numero della serie in formato striscia già edito dalla Dardo. La storia auto-conclusiva, scritta da Origa, è disegnata da Ponticelli che ne disegna una copertina inedita oltre ad aggiungere due nuove tavole 'full page', iniziale e finale. È un omaggio ai cartoni animati della Warner Bros.
Nel 1997 Supergulp pubblica ujn volume unico, Mangamax, storia inedita autoconclusiva, scritta da Giovanni Magistris, e disegnata da Bormida.
Nel marzo 1997 la Scarabeo pubblica un volume brossurato che raccoglie le prime tre graphic novel, già pubblicate a puntate nella rivista Fumetti d'Italia. Contiene interventi critici di artisti e storici dell'immagine: Enrico Ghezzi, Eva Robin's, Krisma, Giuseppe Pollicelli, Giulio C. Cuccolini, Franco Fossati, Bepi Vigna, Michele Masiero, Luciano Tamagnini.
- Andy Max contro Doctor VHS, testo Origa, disegni Ambrosini
- Pinocchio City, testo Origa, disegni Pier Gallo
- Anema e core, testo Origa, disegni Ponticelli

## Gli omaggi grafici e la critica
Videomax è stato oggetto di interpretazioni grafiche e pittoriche da parte di molti artisti, fra cui Robert Gligorov, Nevio Zeccara, Giuseppe Palumbo, Corrado Mastantuono, Giuseppe Festino, Marco Bianchini, Roberto Bonadimani, Enea Riboldi, Pino Rinaldi, Silvio Camboni, Roberto Cardinale, Massimiliano Frezzato, Luigi Corteggi (Cortez), Alessandro Bignamini, Ferdinando Tacconi, Daniele Brolli, Roberto De Angelis, Manlio Truscia ed altri artisti.
Videomax è stato oggetto di analisi e di critica letteraria e fumettistica.
Bepi Vigna: Uno dei fumetti più originali degli anni Novanta. Una fiction postmoderna, inquietante premonizione sulla società telematica. Andy Max è un messaggero di un mondo dove la fantasia e la realtà si confondono, dove sofferenza e felicità sono le due facce della stessa medaglia. Una saga transmediale, dalla body-art al cinema splatter e hard-core, dall'underground al punk, dai romanzi di Burroughs a quelli di Gibson. Videomax giudica la finzione rappresentata sugli schermi più interessante della realtà e del sociale.
Giulio C. Cuccolini: Metafora del circolo virtuoso e vizioso della technologia che, se da un lato migliora le condizioni di vita dell'uomo, dall'altro lo costringe ad adattamenti, anche innaturali.
Giuseppe Pollicelli: Le storie di Videomax dei primi anni Novanta, sono sì in anticipo sui tempi, ma davvero di un soffio. Quello che oggi fa lui, tra non molto potremo probabilmente farlo anche noi.
Luciano Tamagnini: Andy Max alias Videomax, attraverso il monitor, inventa l'avventura delle immagini, la trascina in un'altra dimensione, portandola da alienazione e solitudine a crescita e innovazione.